# صهوة (عمارة)

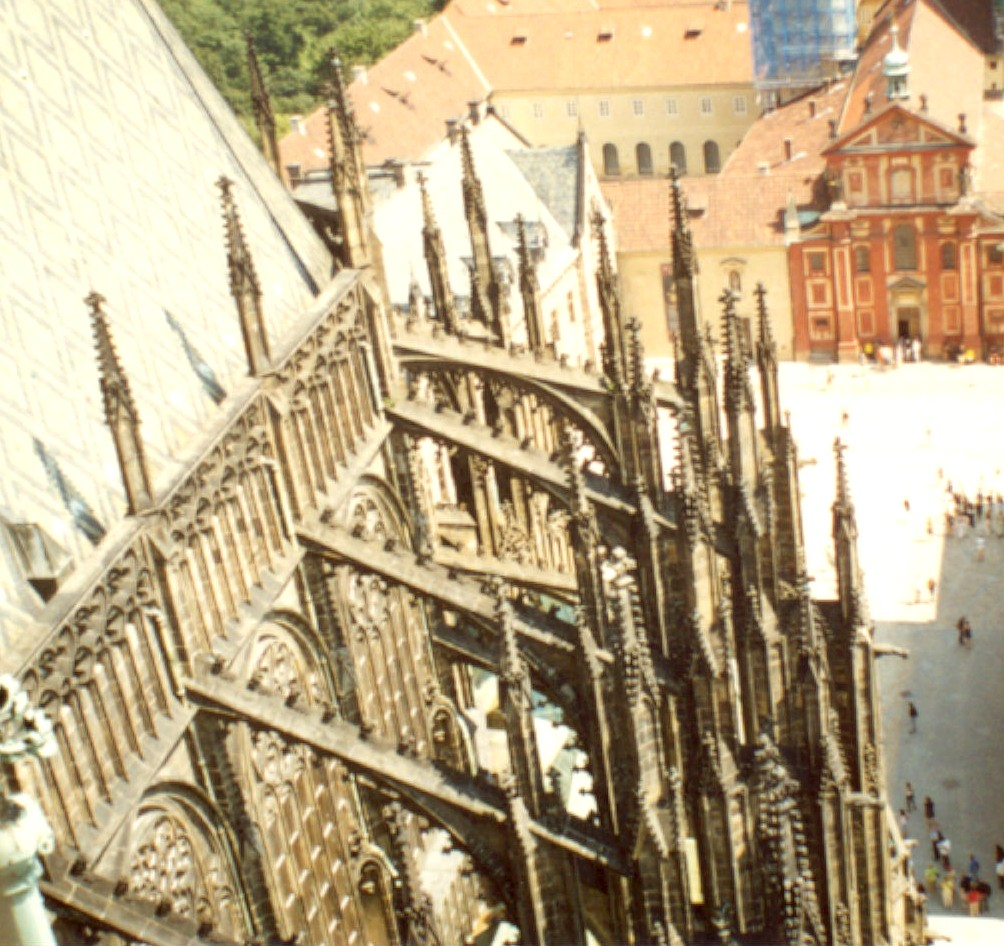
صهوات كاتدرائية سانت فيتوس في براغ

الصهوة أو القبة البرجية هي عنصر معماري عمودي. تتسم به العمارة القوطية.
وهو عادة برج موجود في نقاط محددة لحمل وزن الأقواس : ويساهم في توزيعة على الأعمدة.
. في وقت متأخر من عصر النهضة وما بعده عنصر الصهوة أصبح أكثر جمالي من انه هيكلي (زينت عناصر رأسية غير قابلة للتحمل ، مثل الدرابزينات أو السقوف.
الصهوة (Pinnacle) هي عنصر معماري زخرفي بُني في الأصل ليكون غطاء أو تاجًا للدعامة أو برجًا صغيرًا، لكنه استُخدم بعد ذلك على الدريئة وفي زوايا الأبراج وفي مواضع كثيرة أخرى. تشبه الصهوة قمة مستدقة صغيرة استُخدمت بشكل أساسي في العمارة القوطية.
بُنيت الصهوة لهدفين:
1. عنصر تزييني يُضاف إلى أعلى الهيكل وقمته. ينتهي بعضها بالتماثيل في بعض الأحيان مثلما هو الحال في كاتدرائية ميلانو.
2. عنصر إنشائي، إذ كانت الصهوات ثقيلة للغاية وغالبًا ما قُوّمت بالرصاص من أجل تمكين أكتاف التدعيم بهدف احتواء إجهاد الأقبية والأسقف. يُنفذ ذلك بإضافة إجهاد الضغط (نتيجة وزن الصهوة) إلى موجه الدفع، ثم تحويله إلى الأسفل بدلًا من الجانب.

## لمحة تاريخية
تشير الروايات التي تناولت تجربة يسوع على الجبل في إنجيل متى وإنجيل لوقا إلى امتلاك الهيكل الثاني في القدس لصهوة واحدة أو أكثر.
«ثم أحضره (الشيطان) إلى أورشليم ووضعه على صهوة المعبد وقال له: «إذا كنت ابن الله فارمِ نفسك من هنا».
صرّح البعض أنه لم يكن هناك صهوة في الطراز الرومانسيكي، بل كان هناك أغطية مخروطية تستند إلى الدعامات الدائرية مع الانتهاء بقمة مزخرفة، لم تكن شائعة في فرنسا خلال الفترات المبكرة للغاية. يقدم يوجين فيوليه لو دوك أمثلة من سانت جيرمر وسانت ريمي، وهناك نموذج مماثل في الواجهة الغربية لكاتدرائية روتشستر.
ذُكر في القرن الروماني من القرن الثاني عشر مثالان عن الصهوات، أحدهما من بريدون في ورشستر والآخر من كليف في غلوسترشير. ترتفع الدعامات في هذين المثالين مكونة نوعًا من البرج المربع المتوج بغطاء هرمي تمامًا مثل تلك الموجودة في الفترة الإنجليزية المبكرة.
كان للصهوة استخداماتها المناسبة في هذه الأنماط المعمارية والأنماط التي تلتها، وبشكل رئيس في الهندسة المعمارية القوطية. ينتج ثقل عن مقاومة دفع الأقبية بالأخص عند وجود أكتاف الأعمدة، فتمنع الصهوة قابلية الجملونات الحجرية للانزلاق وتقاوم دفع القمم المستدقة الصغيرة.  شكلت الصهوة دعامة لتثبيت الدريئة المخرمة أنيقة الشكل في الفترات الزمنية اللاحقة، وساهمت الصهوات في فرنسا خصوصًا في موازنة الطنف المتدلي والغرغول الضخم وغيرهما من العناصر.
انتهت الدعامات الصغيرة في الفترة الإنجليزية المبكرة بالجملونات في كثير من الأحيان، والأهم من ذلك بصهوات مدعومة بأعمدة متجمعة. دُعمت الصهوات خلال هذه الفترة بهذه الأعمدة وحدها وكانت مفتوحة من الأسفل، بالإضافة إلى تشكيلها لمحاريب في الأعمال الكبرى التي نُفذت في الفترات اللاحقة، واحتوائها الكثير من التماثيل. في الفترات الانتقالية وفي الفترة القوطية المزخرفة، غالبًا ما انتهت الوجوه المختلفة الموجودة فوق أعمدة الزاوية بالجملونات. كانت الصهوات التي تنتمي لهذه الفترة أكثر ثراء وزُينت بشكل عام بحليات متقوسة وقمم مزخرفة وبالكرات المزخرفة بشكل الزهرة أحيانًا. عُثر على مجموعات رائعة في كنيسة بيفرلي وفي القمم المستدقة في سانت ماريز، أكسفورد. تختلف الصهوات العمودية قليلًا عن المزخرفة، إلا أن الحليات المتقوسة والقمم المزخرفة تنتمي لطابع لاحق.